# Наматиев, Борис Давидович
Бори́с або́ Дави́дович Намати́ев (1930 год, Бухара или Керки, СССР — 19 января, 2016 года, Иерусалим, Израиль) — советский, таджикский, узбекский и израильский певец и музыкант, актёр театра. По национальности был бухарским евреем. Народный артист Таджикской ССР (1989). Один из известных исполнителей шашмакома и классических песен бухарских евреев, таджиков и узбеков. Имел голос драматического тенора.

## Биография
Родился по одним данным в Бухаре (Узбекская ССР), по другим в Керки (Туркменская ССР). В 14 лет начал работать в молодежном театре Бухары. В 1948 году, когда ему исполнилось 18 лет, его пригласили в Таджикский драматический театр имени Лахути города Душанбе. Сначала он работал в этом театре в качестве дойриста — исполнителя на дойре.
Однажды, когда заболел исполнитель главной роли в спектакле «Седьмая ночь» (по мотивам «Тысячи и одной ночи»), эту роль поручили Борису Наматиеву. Он на протяжении 44 лет — с 1948 по 1992 год, работал в данном театре и получил широкую известность. Кроме работы актёром в театре, Борис Наматиев также был одним из самых известных исполнителей шашмакома. В 1988 году вышел его альбом «Зулфи парешон», а в 1990 году —его второй альбом.
После распада СССР, в 1992 году из-за начавшейся гражданской войны в Таджикистане, он с семьёй переехал из Таджикистана в Израиль. После переезда в Израиль, Наматиев не прекратил творческую деятельность и продолжал петь.
Кроме родного еврейско-таджикского языка, владел языком иврит, таджикским, узбекским и русским языками.

## Награды
- 1970 — Заслуженный деятель искусств Таджикской ССР,
- 1989 — Народный артист Таджикской ССР.